# Ikast
Ikast ist eine dänische Stadt im Zentrum der Region Midtjylland in Jütland. Sie liegt etwa zwölf Kilometer östlich der Stadt Herning und zählt 16.215 Einwohner (Stand 1. Januar 2023).
Bis Dezember 2006 war Ikast Verwaltungssitz der Ikast Kommune. Seit Januar 2007 ist sie Sitz der Verwaltung der neu gebildeten Ikast-Brande Kommune.

## Sport
Der Ikast FS gehört zu den bekanntesten Fußballvereinen Dänemarks. Die Blau-Gelben stiegen 1979 erstmals in die erste dänische Liga auf.

## Töchter und Söhne der Stadt
- Alex Pedersen (* 1966), Radrennfahrer
- Bo Skovhus (* 1962), Opernsänger
- Jens Møller (* 1971), Autorennfahrer
- Pernille Harder (* 1992), Fußballspielerin
- Lasse Mølhede (* 1993), Badmintonspieler
- Andreas Poulsen (* 1999), Fußballspieler
- Olivia Holdt (* 2001), Fußballspielerin
- Mads Hansen (* 2002), Fußballspieler
- Gustav Christensen (* 2004), Fußballspieler